# Mariefred
För andra betydelser, se Mariefred (olika betydelser).

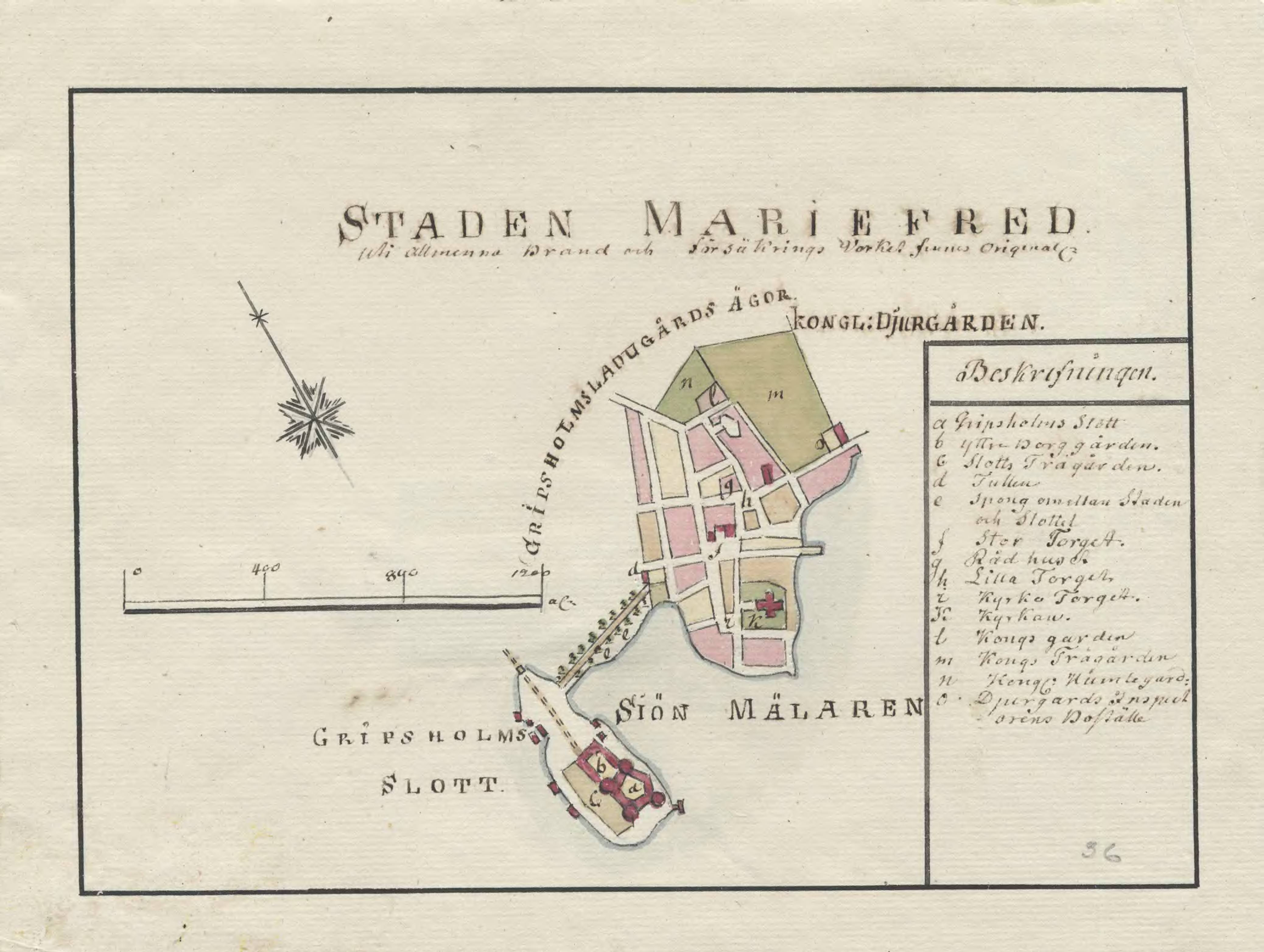
Karta över Mariefred från 1790-talet

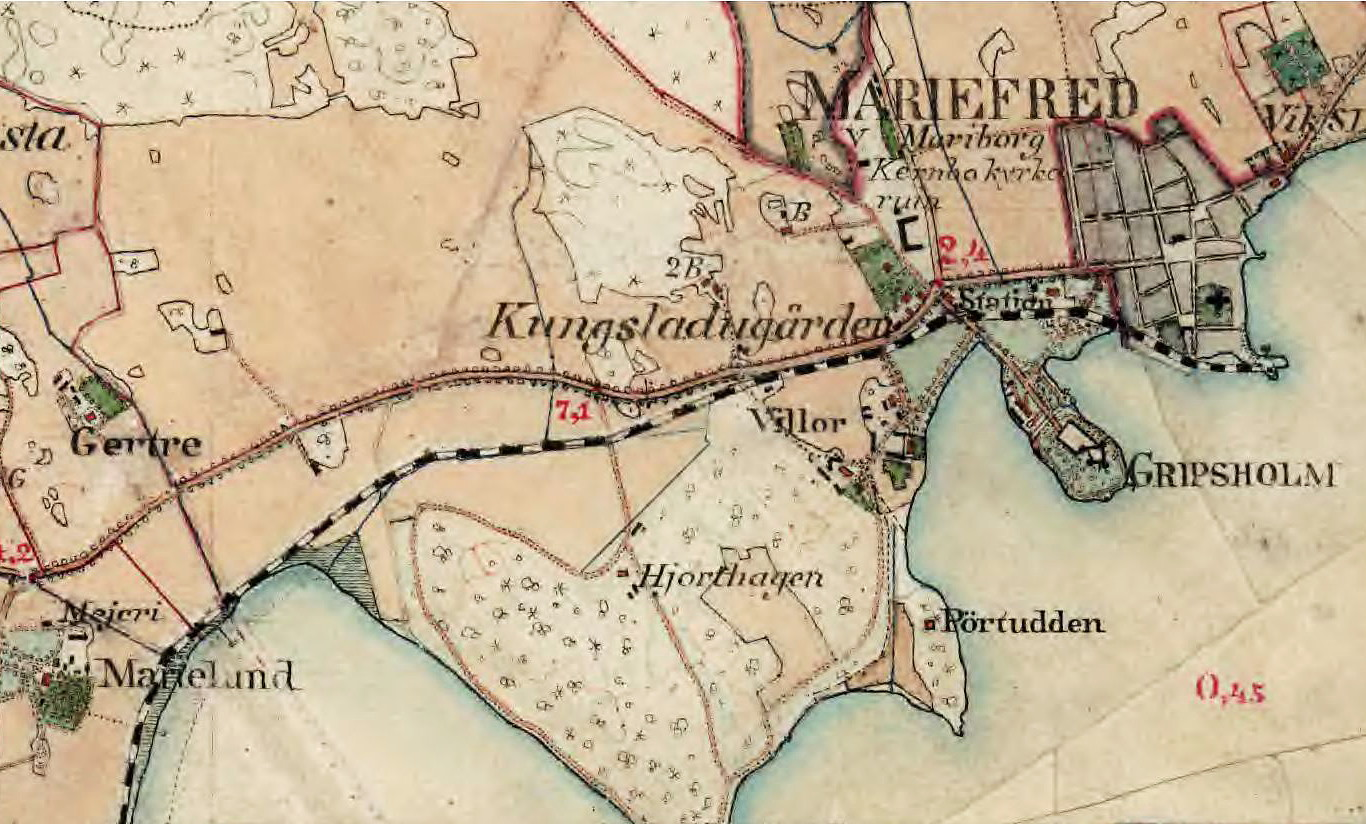
Mariefred, karta 1890-tal.

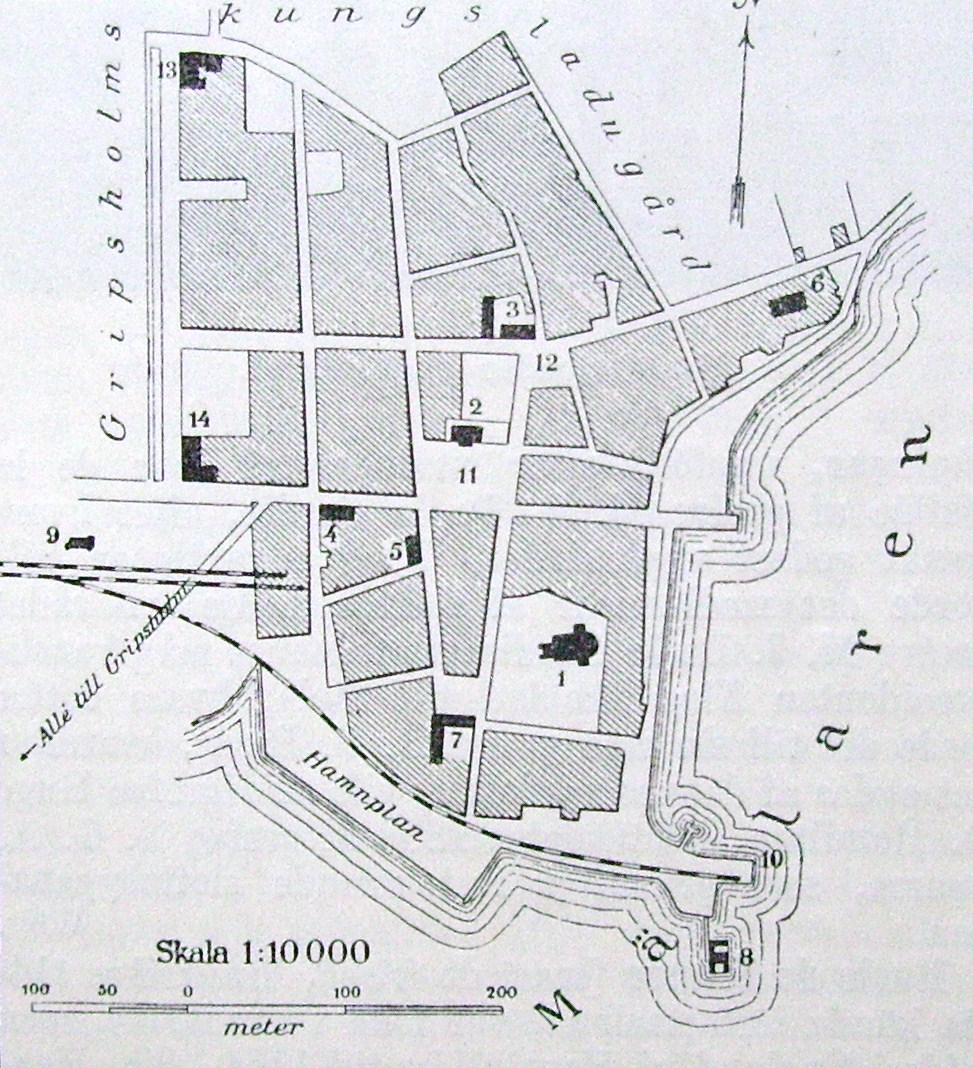
Äldre karta över Mariefred. Mariefreds kyrka, nr 1; Gamla järnvägsstationen, nr 9; Rådhuset, nr 11.

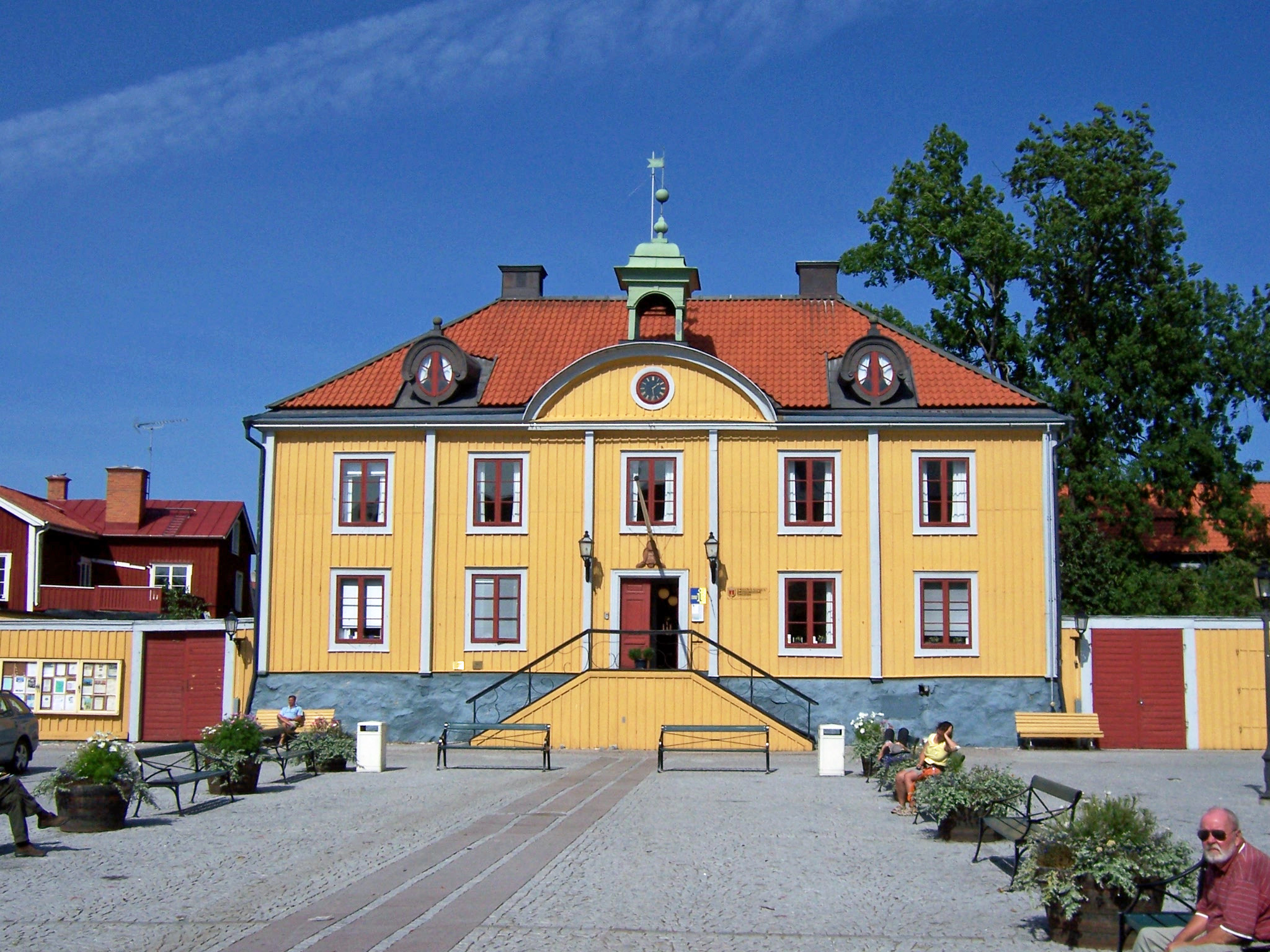
Rådhuset fick hovkirurgen Lars Grubb i gåva 1784 av Gustav III och följaktligen är det uppfört i gustaviansk stil. Arkitekt är Carl Johan Cronstedt. Byggnaden är restaurerad 1907 och är idag folkbibliotek.

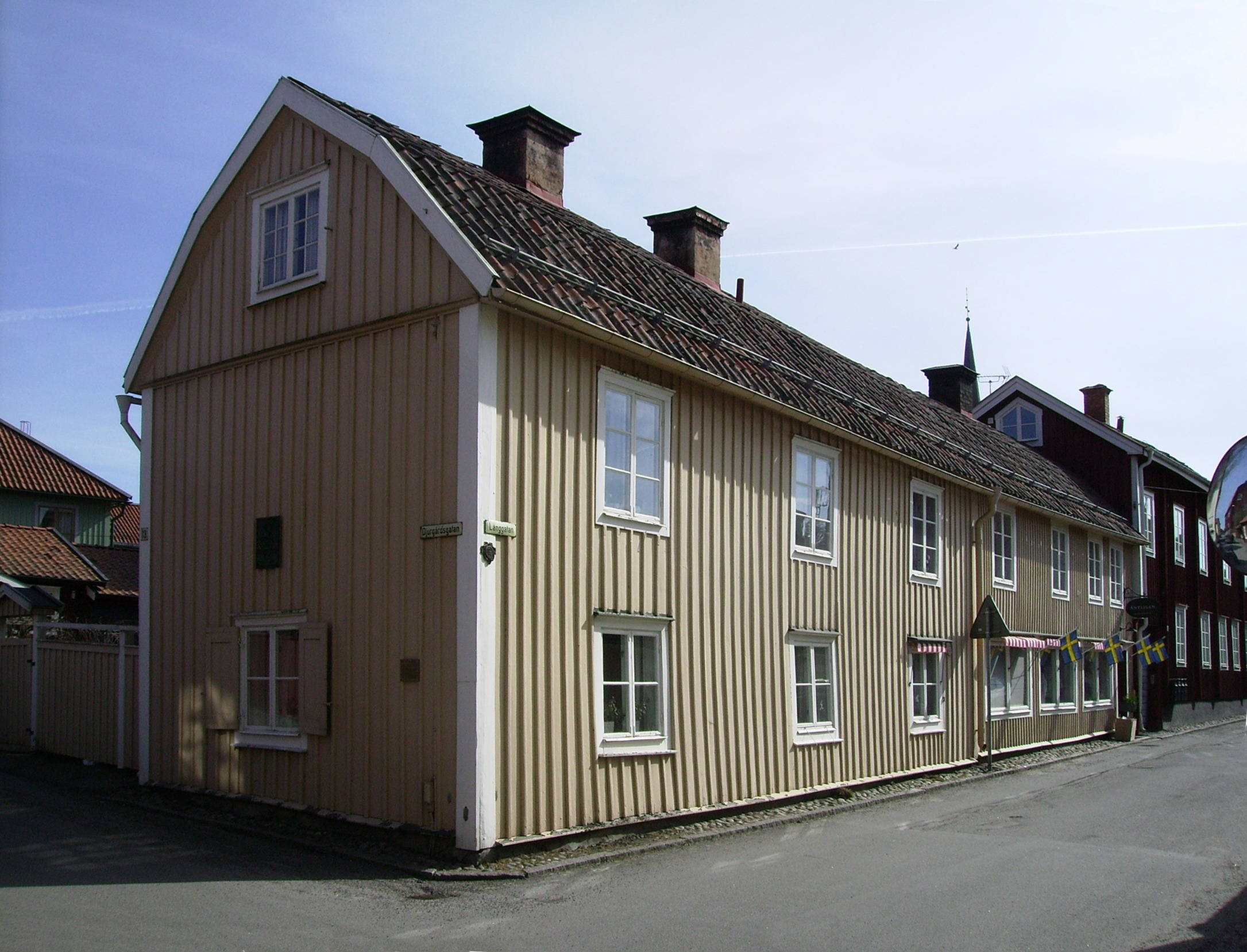
Bellmansgården vid Långgatan och Djurgårdsgatan. Här bodde Carl Michael Bellman en sommar på 1700-talet. I visan Om Mariefred (Fredmans sång, n:o 34) har han skildrat sina intryck av Mariefred.

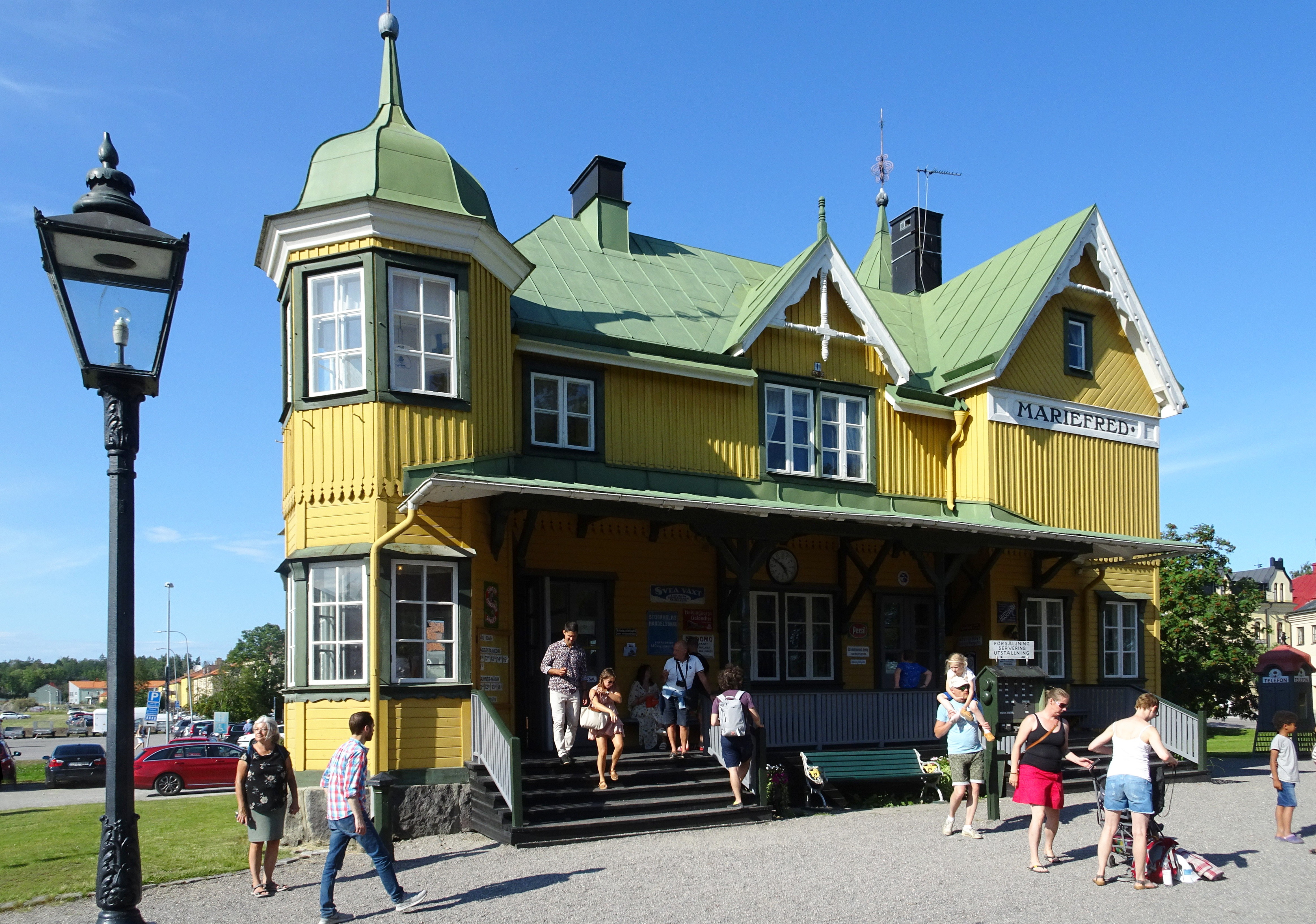
Den gamla järnvägsstationen i Mariefred är numera centrum för museijärnvägen.

Mariefred är en tätort i Strängnäs kommun, belägen vid Mälaren cirka 65 km väster om Stockholm.

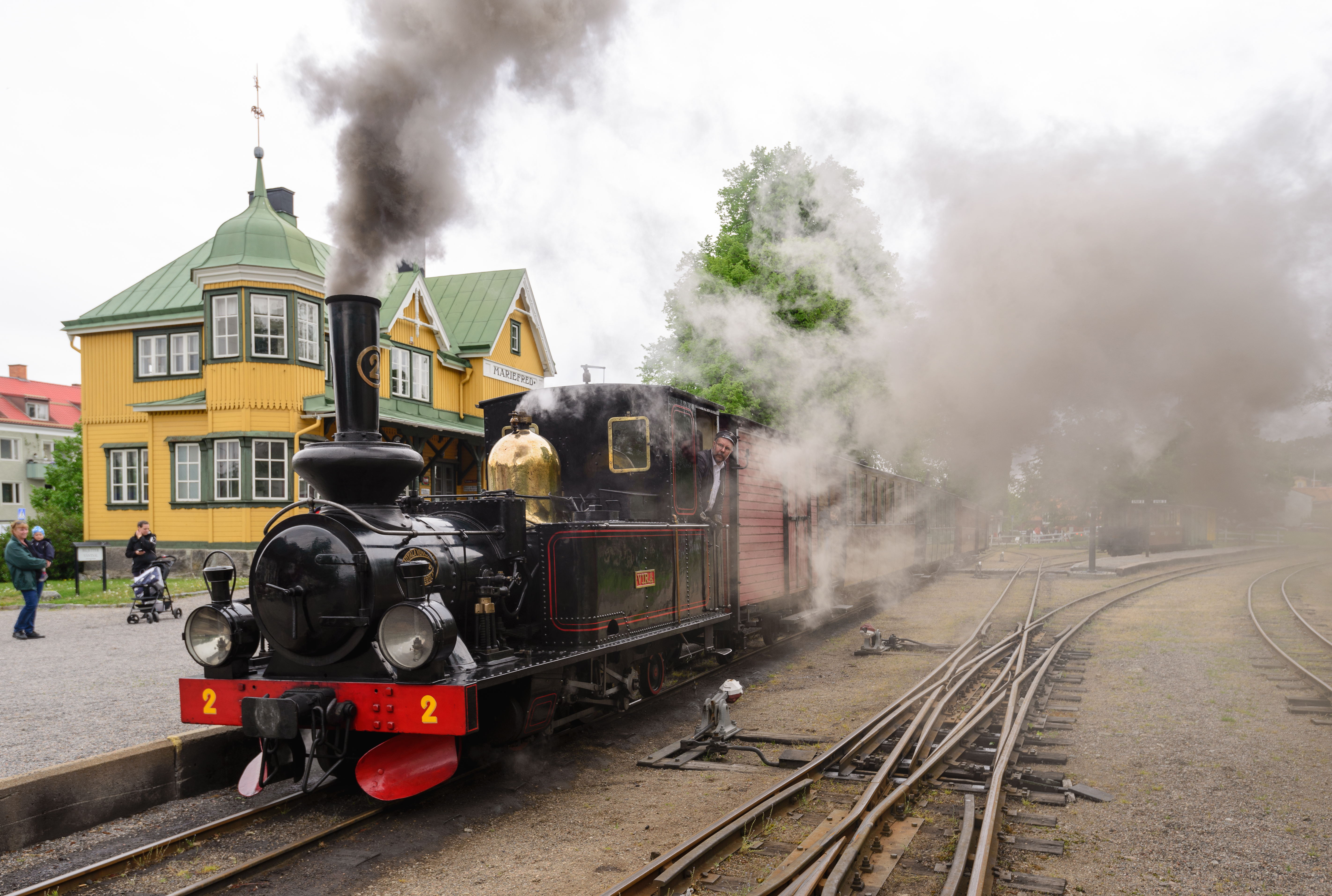
Ånglok vid Mariefreds station, maj 2016.

## Historia

### Borgen och klostret
Mariefreds historia går tillbaka till 1370-talet då Bo Jonsson Grip lät bygga en borg på en udde, Gripsholm, som efter flera utbyggnader senare blev det kungliga Gripsholms slott under Gustav Vasa på 1530-talet.
Själva namnet Mariefred kan tillskrivas ett kloster som kartusianermunkar började uppföra 1493, och låg där nuvarande kyrkan ligger. Klostret hade namnet Pax Mariae, som betyder "Marias fred", och bebyggelsen runt omkring fick så namnet Mariefred. År 1498 förlänades Gripsholm med underlydande till klostret. Klosterkyrkan invigdes 1504 i samband med Sten Sture den äldres begravning där. Hans kvarlevor flyttades senare till Strängnäs domkyrka.
År 1526 kom den gamla borgen Gripsholm i Gustav Vasas ägo. Samma år drogs klostret in, för att senare rivas i samband med reformationen. Vid Mariefreds kyrka finns några framgrävda rester av det gamla klostret. Vid platsen, på kyrkbackens södra sida, finns en minnessten över Sten Sture den äldre. Stenen restes år 1905. I reformationens kölvatten växte ett samhälle starkare kopplat till kungamakten upp, delvis befolkat av de hemlösa munkarna. Enligt andra uppgifter tvingades munkarna att flytta till Julita kloster 1526.

### Slottet
I augusti 1537 lät Gustav Vasa påbörja bygget av ett slott på den holme där den gamla borgen låg. Under de kommande seklen kom stadens utveckling och liv att präglas av närheten till slottet och hovlivet där. 
Kungamakten på Gripsholm gynnade till exempel samhället genom donationer. Bland annat skänktes ett par skogsområden till stadens borgare (se nedan). Mariefred fick stadsrättigheter av kung Karl IX den 12 juni 1605.
Gustav III:s tid innebar en blomstringstid för Mariefred. Kungamakten sökte genom att bevilja skattefrihet uppmuntra till anläggandet av fabriker, och själv anlade han vid Gripsholm ett större bränneri. Detta sysselsatte cirka 280 människor och bedrev sin rörelse (i mindre skala) fram till 1860-talets början.

### Staden
Mariefred fick stadsprivilegier år 1605. Den ursprungliga stadens bebyggelse omgavs av Kärnbo socken och Mälaren, och begränsades till ett litet område vid den nuvarande stadskärnan. Den gamla stadskärnan har fortfarande i huvudsak samma plan som på en karta från 1759, men bebyggelsen sträcker sig numera även över mark som tidigare tillhörde den omgivande socknen Kärnbo. Entrén till staden ligger vid den gamla tullporten, där stadens huvudgata leder rakt ned mot vattnet. Det fanns även en sjötull, vid den sjönära ändan av Storgatan.
Under 1600-talet drabbades Mariefred av tre svåra bränder; på 1620-talet, år 1640 och år 1682, då kyrkan brann ner. Det året fanns det sammanlagt 85 tomter inom stadens gränser. År 1759 hade antalet tomter ökat till 91, och år 1897 fanns det 100 tomter.
Samtidigt som handel, fabriksverksamhet och sjöfart hade möjligheter att expandera och erbjuda nya arbetstillfällen i andra städer, stagnerade Mariefred, vilket främst satte spår i befolkningsutvecklingen. Samma utveckling ägde rum i ofta mycket gamla städer som hade grundats under helt andra förutsättningar än 1800-talets, exempelvis Gränna, Sigtuna, Skanör, Trosa, som kom att förbispringas av den industriella utvecklingen. De kom att vegetera som charmfulla, slumrande idyller, ganska oberörda av förändringarna på det ekonomiska och tekniska området. "Mariefred är en av landets mest välbevarade trähusstäder med plankinhägnade gårdar och gårdshus för småhantverk", skriver en reseguide. Efter branden 1682 har bebyggelsen i stort sett skonats från de rivningar som drabbat så många andra småstadsidyller. Från 1876 till 1891 fanns där en gymnasieförberedande skola, Mariefreds pedagogi.
Under andra världskriget internerades tre polska u-båtsbesättningar strax utanför staden.

### Kommunikationer i äldre tid
Mälaren och sjölederna har alltid varit viktiga för stadens kontakter med omvärlden, med segelskutor och transporter över isen. År 1821 besökte ångfartyget Yngve Frey staden med 200 passagerare. Samma år kom ångskonerten Stockholm med turister till Gripsholm. Under 1800-talet utvecklades Mariefred som hamnstad. År 1834 byggdes en ångbåtsbrygga vid Kölnholmen vid stadens sydöstra hörn. År 1873 etablerades en reguljär ångbåtstrafik med turlistor för varje säsong. En lastkaj byggdes mellan 1898 och 1902. Den nuvarande ångbåtsförbindelsen mellan Mariefred och Stockholm upprätthålls med S/S Mariefred som har trafikerat rutten varje säsong sedan 1903. 
År 1895 öppnades järnvägstrafik mellan Läggesta och Mariefred, på en bibana från Norra Södermanlands Jernvägsaktiebolags nyanlagda sträckning mellan Södertälje och Eskilstuna. Järnvägen övertogs år 1931 av Statens järnvägar. År 1964 avvecklades järnvägstrafiken mellan Läggesta och Mariefred. Banan avelektrifierades och spårvidden ändrades från normalspår till 600 mm smalspår när Östra Södermanlands Järnväg året efter anlade en smalspårig museibana.

### Mariefreds södra och norra skogar
Mariefredsborna fick, genom två donationer daterade den 24 april 1590 och 12 juni 1605, rätt att bruka två skogsområden söder respektive norr om staden.
Det första donationsbrevet är utfärdat av hertigen av Södermanland, Karl, som senare skulle bli kung Karl IX. Där överlåter han torpet Sämskarboda som låg vid nuvarande Hedlanda gård på den södra sidan av Gripsholmsviken. Hertig Karl upplät även ett skogsområde som stadsborna kunde få bruka.
Den andra gåvan, som regleras i stadens privilegiebrev från 1605 gäller ett skogsområde öster om sjön Södra Kärrlången, mellan staden och Kvicksta. I privilegiebrevet bekräftas den tidigare gåvan av den södra skogen. Donationen av den norra skogen bekräftades genom ett kungligt brev år 1789.
De båda skogsområdena var allmänningar och nyttjades ursprungligen gemensamt av stadens borgare. Den södra skogen skiftades år 1785, och den norra skiftades år 1799. De första fasta bosättningarna i skogsområdena etablerades på 1780-talet respektive 1820-talet.

### Administrativa tillhörigheter
Mariefreds stad bildades 1605 som en utbrytning ur Kärnbo socken och ombildades vid kommunreformen 1862 till en stadskommun. År 1952 införlivades Kärnbo socken/landskommun och Taxinge socken/landskommun och den tidigare stadskärnan utgjorde därefter en liten del av stadskommunens yta. Stadskommunen upplöstes 1971 och tätorten Mariefred ingår sedan dess i Strängnäs kommun.
I kyrkligt hänseende har Mariefred sedan 1605 hört till Mariefreds församling, och dessförinnan Kärnbo församling.
Orten ingick till 1948 i domkretsen för Mariefreds rådhusrätt för att därefter till 1971 ingå i Livgedingets domsagas tingslag. Sedan 1971 ingår Mariefred i Eskilstuna tingsrätts domsaga.

### Befolkningsutveckling
|           | 1761 | 1805 | 1850 | 1900  | 1920  | 1950  |
| --------- | ---- | ---- | ---- | ----- | ----- | ----- |
| Mariefred | 263  | 597  | 610  | 1 192 | 1 402 | 1 649 |

| Befolkningsutvecklingen i Mariefred 1960–2020 | Befolkningsutvecklingen i Mariefred 1960–2020 | Befolkningsutvecklingen i Mariefred 1960–2020 | Befolkningsutvecklingen i Mariefred 1960–2020 | Befolkningsutvecklingen i Mariefred 1960–2020 |
| --------------------------------------------- | --------------------------------------------- | --------------------------------------------- | --------------------------------------------- | --------------------------------------------- |
|                                               |                                               |                                               |                                               |                                               |
| År                                            |                                               |                                               | Folkmängd                                     | Areal (ha)                                    |
| 1960                                          | 1960                                          |                                               | 1 674                                         |                                               |
| 1965                                          | 1965                                          |                                               | 1 910                                         |                                               |
| 1970                                          | 1970                                          |                                               | 2 013                                         |                                               |
| 1975                                          | 1975                                          |                                               | 2 553                                         |                                               |
| 1980                                          | 1980                                          |                                               | 2 717                                         |                                               |
| 1990                                          | 1990                                          |                                               | 3 488                                         | 255                                           |
| 1995                                          | 1995                                          |                                               | 3 728                                         | 255                                           |
| 2000                                          | 2000                                          |                                               | 3 702                                         | 252                                           |
| 2005                                          | 2005                                          |                                               | 3 813                                         | 252                                           |
| 2010                                          | 2010                                          |                                               | 3 726                                         | 251                                           |
| 2015                                          | 2015                                          |                                               | 3 911                                         | 271                                           |
| 2020                                          | 2020                                          |                                               | 4 206                                         | 284                                           |
|                                               |                                               |                                               |                                               |                                               |

## Näringsliv
Mariefreds näringsliv präglades tidigt av de omgivande lantbruken och stadsinvånarnas egna behov av hantverkare och handelsmän. Ett gästgiveri, vars tradition idag bärs av Gripsholms värdshus, öppnades år 1609. I närheten av staden fanns flera tegelbruk, bland annat vid Kalkudden nordost om staden. De lokaler som idag används av Gripsholms värdshus inrymde under en period på 1700-talet en stoff- och strumpfabrik. 
År 1777 anlades ett kronobränneri intill slottet. Dess lokaler användes senare som kemisk fabrik och folkhögskola.
Under 1900-talet fanns bland annat ett par borstfabriker och ett par metallfabriker, dels i centrala Mariefred, dels vid Hedlandet söder om Gripsholmsviken. Under 1950-talet etablerades en fabrik för sanitetsprodukter, Textil AB Sanetta, med som mest 200 anställda. Den såldes senare till Holmens bruk. År 1963 etablerades Mariefredsverken AB. Det företaget har ombildats till Mavab, som tillverkar modulbyggda hus.

## Sevärdheter
I Gripsholms slott finns Statens porträttsamling. Den gamla ladugårdsbyggnaden som tillhörde slottet inrymde från 1996 Grafikens Hus, ett internationellt centrum för den grafiska konsten. Byggnaden förstördes vid en brand år 2014. Strax intill ligger en ruin av Kärnbo kyrka.
Mariefred har Sveriges äldsta värdshus, Gripsholms värdshus med anor från 1609 och utsikt över Mälaren och Gripsholms slott. 
Stadens hembygdsmuseum är inrymt i Callanderska gården, som är ett sekelskifteshem i en färgaregård från mitten av 1700-talet.
Vid Mariefreds västliga utkant ligger naturreservatet Hjorthagen. Det är ett inhägnat område med gamla ekar och fritt strövande dovhjortar.
Mariefred har filmats många gånger i film- och TV-sammanhang. Den svenska TV-serien Livet i Fagervik och den tyska TV-serien Inga Lindström från 2000-talet filmades delvis i centrala Mariefred. Exempel på långfilmer som delvis är inspelade i Mariefred är dramat Jag är Maria (1979), Bo Widerbergs Victoria (1979) och Ingenjör Andrées luftfärd (1982) i regi av Jan Troell. Några filmer baserade på böcker av Astrid Lindgren har också filmats i Mariefred. Kajsa kavat gjordes i den gamla stadskärnan, scener i Pippi Långstrump filmades i staden, vitsippstagningarna i Ronja Rövardotter spelades in i Hjorthagen och en del exteriörscener i Rasmus, Pontus och Toker från 1956.

## Evenemang

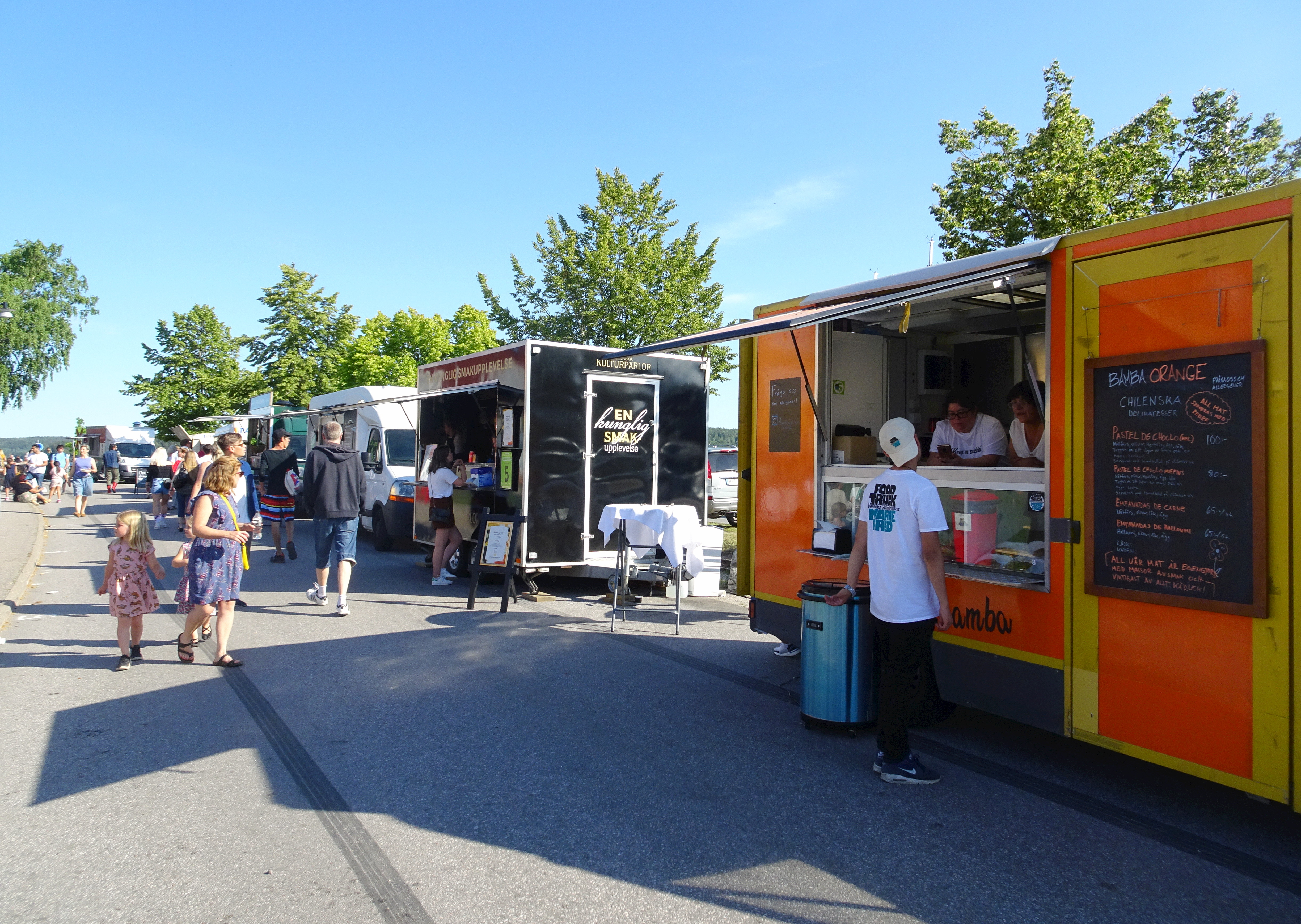
Nordiska Mästerskapen i Food Truck.

Första lördagen i juni varje år hålls Ångans dag, då man firar ångkraftens betydelse för Mariefred. Då gästas staden av flera ångbåtar, veteranbilar och museijärnvägen kör extraturer med flera ånglok.
I staden har det återkommande arrangerats riddardagar med tornerspel, jazz- och gatumusikfestivaler samt olika evenemang som hör samman med stadens och slottets historia, bland annat en årligen återkommande Bellmansdag och sedan 2014 Nordiska Mästerkapen i Food Truck. Här tävlas i bland annat om Bästa Kötträtt,  Bästa Vego, Bästa Fisk och Skaldjur, Bästa Dessert, Bästa Burgare och Mest miljömässigt hållbara food truck.

## Kommunikationer
Sörmlandstrafiken kör reguljär busstrafik till bland annat järnvägsstationen Läggesta och till grannorten Stallarholmen. Det går även vissa direktbussar mellan Mariefred och Strängnäs.
Museijärnvägen Östra Södermanlands Järnväg kör maj-september turisttrafik mellan Läggesta och Mariefred och mellan Läggesta och Taxinge. Ångtågen stannar vid Mariefreds station och dess stationshus, som uppfördes i samband med att Norra Södermanlands järnväg öppnade år 1895.
Ångfartyget S/S Mariefred, trafikerar sedan 1903 rutten Stockholm-Mariefred, numer endast sommartid. Väntpaviljongen vid Mariefreds ångbåtsstation är från 1888.  Sedan 1970 disponerar Östra Södermanlands Järnväg den K-märkta byggnaden enligt avtal med Strängnäs kommun.

## Utbildning
I Mariefred finns två grundskolor för årskurs F-9, Mariefreds skola (kommunal) och Gripsholmsskolan (friskola).

## Sport
I Mariefred finns idrottsföreningen IFK Mariefred som grundades 1908.